# Нифонята
Нифонята — деревня в составе Верещагинского городского округа в Пермском крае.

## Географическое положение
Деревня расположена в западной части округа на расстоянии примерно 7 километров по прямой на запад от села Сепыч.

## Климат
Климат умеренно-континентальный с продолжительной снежной зимой и коротким, умеренно-теплым летом. Средняя температура июля составляет +17,6 0С, января –15,7 0С. Безморозный период длится 100-130 дней. Период с температурой воздуха выше 10 0С составляет 115 дней. Среднее годовое количество осадков составляет 430-450 мм. Устойчивый снежный покров ложится в среднем с 10 октября до 5 ноября, реже 22 ноября .

## История
Деревня до 2020 года входила в состав Сепычевского сельского поселения Верещагинского района. После упразднения обоих муниципальных образований входит в состав Верещагинского городского округа.

## Население
Постоянное население составляло 75 человек в 2002 году (100% русские), 53 человека в 2010 году.  